# Johann Zorn
Pour les articles homonymes, voir Zorn (homonymie).
Johann (ou Johannes) Zorn est un pharmacien et un botaniste allemand, né en 1739 à Kempten en Saint-Empire et mort en 1799.

## Biographie
Après des études de pharmacie, il devient apothicaire dans sa ville natale. Il parcourt toute l’Europe pour récolter des plantes médicinales. Il fait paraître en 1799 ses Icones plantarum medicinalium qui sont illustrées de 600 chalcographies. Passionné par les plantes du Nouveau Monde, il fait paraître une flore de l’Amérique : Dreyhundert auserlesene amerikanische Gewächse nach Linneischer Ordnung.